# Andrea Doria
Andrea Doria (Oneglia 1466. november 30. – Genova 1560. november 25.) itáliai tengerész, államférfi.

## Élete
Régi nemesi családba született. Korán árvaságra jutott, ettől kezdve katona lett. Először VIII. Ince pápa seregében szolgált 1487 és 1492 között. Ezután aragóniai Alfonz nápolyi seregébe állt. A város elfoglalása után 1495 belépett a Jeruzsálemi Szent János Lovagrendbe, és zarándoklatot tett a Szentföldön. 1503-ban hazatért, majd Korzikán harcolt Genova seregében a franciák oldalán. Nemsokára azonban már részt vett a hűbérúr Lajos francia király elleni lázadásban. 
A genovai flotta parancsnoka lett, 1507 és 1519 között hosszú portyákat és hadjáratokat vezetett a Földközi-tenger nyugati és középső részében és az Adriai-tengeren. Időközben Franciaország, majd 1522-ben a Német-római Birodalom vette át a hatalmat Genovában, Doria I. Ferenc francia király tengernagya lett. 1524-ben sikerült felszabadítania az ostromlott Marseille-t. 
1527-ig ismét pápai szolgálatban állt, ám egy év múlva ismét a franciákat támogatta. A király azonban vonakodott megfizetni Doriát, és Savona városát sem volt hajlandó visszaadni Genovának, ezért 1528-ban V. Károly császár szolgálatába szegődött. Az éppen Nápolyt blokád alatt tartó unokaöccsét, Filippinót visszarendelve Genovába ment, újra kiűzte a franciákat, és császári védelem alatt újra létrehozta a köztársaságot. Alkotmánya egészen 1798-ig érvényben volt. Nem fogadta el a dózse címét, viszont elvállalta az örökös cenzorságot, és a Liberator et Pater Patriae (A haza felszabadítója és atyja) címet. Doria hathatós támogatást nyújtott Károlynak Itália meghódításában és az Oszmán Birodalom elleni harcokban.
1532-ben elfoglalta a krétai Corona és a görögországi Patrasz városait. 1535-ben a császár személyes közreműködésével meghódította Tuniszt. A következő évben egy vegyes velencei, pápai és máltai flotta élén sikerült meglepnie a muszlim kalóz Barbarossát Észak-Afrikában, aki csak nehezen tudott elmenekülni előle. 1541-ben csatlakozott a császárhoz a – tanácsa ellenére elindított – algíri expedícióban, ahol csak kitűnő képességei mentették meg a sereget a teljes pusztulástól.
1544-ben a császár békét kötött Franciaországgal, a hetvenéves Doria ezért joggal remélte, hogy békében élheti le hátralévő éveit. Azonban hatalma és befolyása, valamint örökösének, Giannino unokaöccsének arroganciája 1547-ben lázadáshoz (Fiesco-összeesküvés) vezetett a Doria család ellen. Gianninót megölték, ám Doria végül leverte a lázadókat, és az őket támogató Pier Luigi Farnese parmai herceg meggyilkolásához is köze lehetett. Ezután is több összeesküvést szőttek ellene (pl. Giulio Cibò, 1548), ám sikertelenül. 
Sikerrel állt ellen a császár kísérleteinek is, hogy egy spanyol csapatokkal megrakott citadellát építsen a város fölé. Éveivel ereje nem hagyott alább, 84 évesen, 1550-ben Claude de la Sengle johannita nagymester oldalán ismét tengerre szállt a muszlim kalózok ellen, ám nagy ellenségét, Turgut reiszt nem sikerült elfognia, csak mahdíjai bázisát foglalta el. Nemsokára újra kitört a háború a birodalom és Franciaország között, amelyben utóbbi elfoglalta az akkor a genovai Szent György Bank által irányított Korzikát. Doria két évet töltött a szigeten harcolva (1553-1555), váltakozó sikerrel. Ezután visszatért Genovába, és a hajóhad parancsnokságát átadta unokaöccsének, Giovanni Andrea Doriának. Még megérte unokaöccse hadjáratát Tripoli ellen, amelyből csak az életét sikerült megmentenie. Nem sokkal 94. születésnapja előtt halt meg.
Tőle származik a Doria-Pamphilii-Landi család, amely a Melfi hercege címet is viseli. Nevét viselte az 1915 és 1956 között szolgálatban állt Andrea Doria csatahajó, máig az olasz haditengerészet egyik legnagyobb egysége.

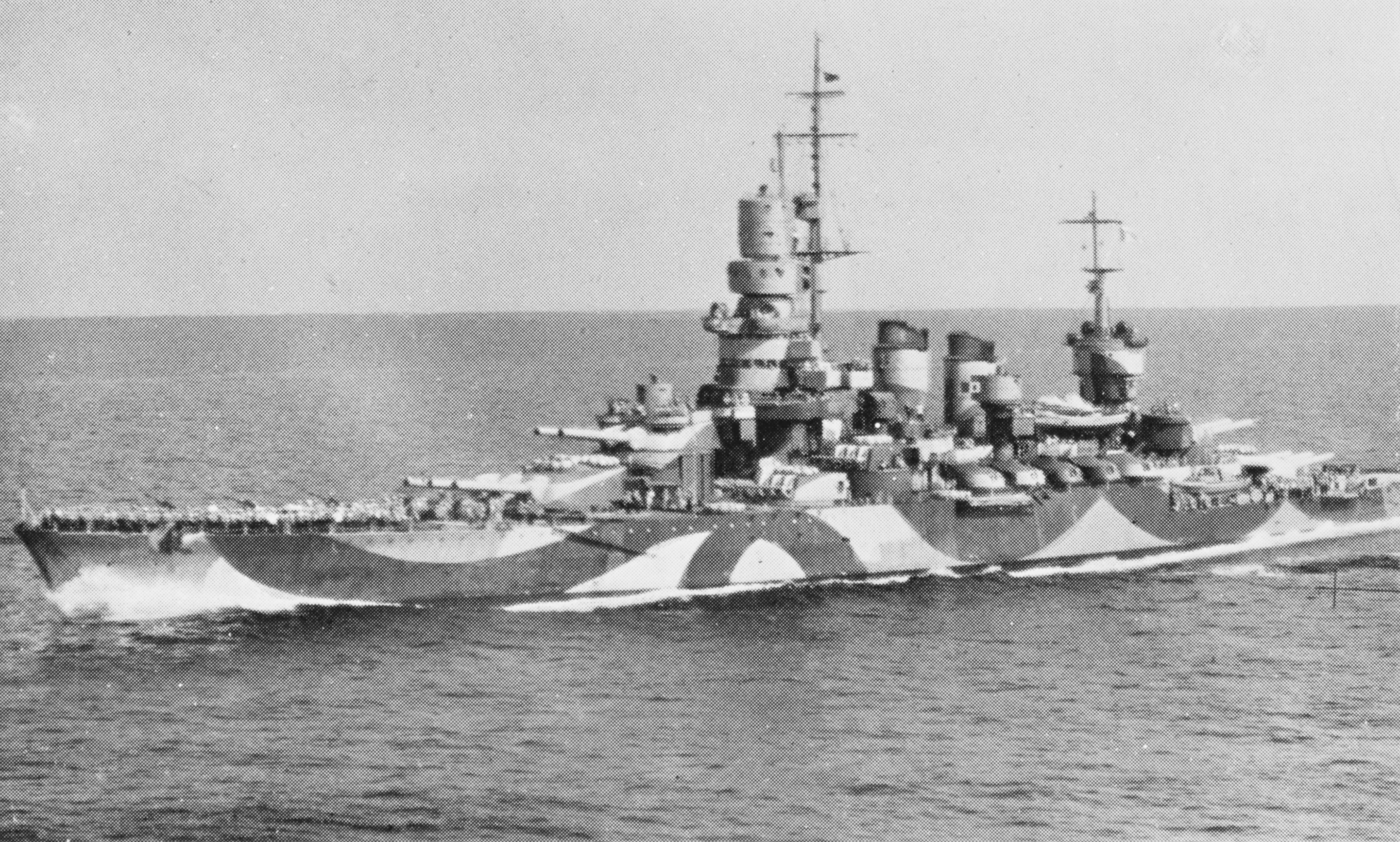
Az Andrea Doria tiszteletére elnevezett, 1915 és 1956 között szolgálatban állt, Caio Duilio osztályú Andrea Doria csatahajó.